# Ottawa (Illinois)
Ottawa ist eine Stadt im Bundesstaat Illinois der Vereinigten Staaten von Amerika.
Sie liegt 115 Kilometer südwestlich von Chicago in deren Ballungsraum und ist Sitz der Countyverwaltung (County Seat) des LaSalle County. Das U.S. Census Bureau hat bei der Volkszählung 2020 eine Einwohnerzahl von 18.840 ermittelt.

## Geographie
Die Stadt liegt an der Mündung des Fox River in den Illinois River, gegenüber von South Ottawa auf dem Südufer des Illinois River.
Nach den Angaben des Census Bureaus von 2010 hat Ottawa eine Gesamtfläche von 33,15 km², wovon 31,07 km² (oder 93,76 %) auf Land und 2,07 km² (oder 6,24 %) auf Gewässer entfallen.
U.S. Highway 6 sowie die Illinois Routes 23 und 71 kreuzen sich in Ottawa. Die Interstate 80 verläuft nördlich des Stadtgebietes.

## Geschichte

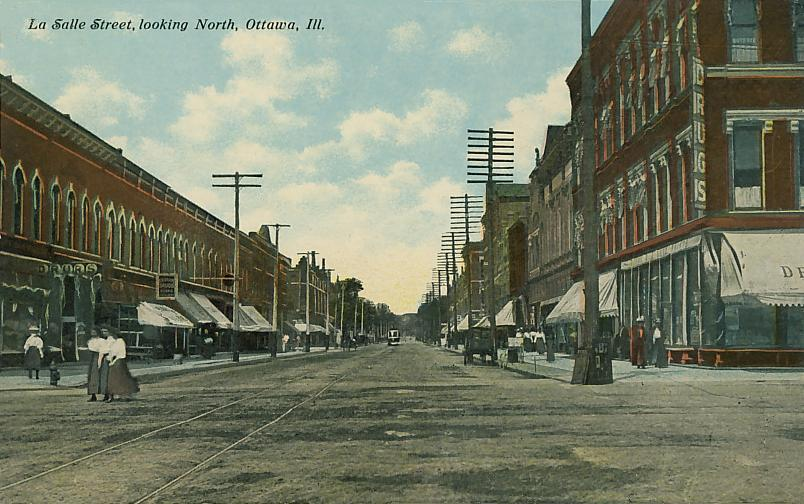
La Salle Street um 1912

Ottawa war der Ort der ersten der Debatten zwischen Lincoln und Douglas 1858. Während der von 10 bis 12.0000 Zuhörern verfolgten Debatte in Ottawa beschuldigte Stephen A. Douglas, der Führer der Demokratischen Partei, öffentlich Abraham Lincoln der Bildung einer geheimen parteiübergreifenden Gruppen von Kongressmännern zum Zwecke der Abschaffung der Sklaverei.
Das John Hossack House war eine Station auf der Underground Railroad, für die Ottawa wegen seiner Verkehrsanbindung auf Schiene, Straße und dem Wasser einen Knotenpunkt bildete. Die Bürger der Stadt waren aktiv in der Abolitionsbewegung. In Ottawa kam es 1859 zu einer Aufsehen erregenden Befreiung des vor Gericht stehenden weggelaufenen Sklavens Jim Gray durch eine Gruppe prominenter Bürgerrechtler der Stadt. Drei von ihnen, John Hossack, Joseph Stout und James Stout, wurden später in Chicago angeklagt, gegen das Fugitive Slave Law von 1850 verstoßen zu haben.
Ottawa war auch von Bedeutung beim Bau des Illinois and Michigan Canal, der 15 km weiter westlich in LaSalle endet.
Am 8. Februar 1910 gründete William Dickson Boyce, damals Einwohner der Stadt, hier die Vereinigung der Boy Scouts of America. Fünf Jahre später gründete Boyce ebenfalls hier die Lone Scouts of America. Boyce ist auf dem Ottawa Avenue Cemetery begraben. Das Ottawa Scouting Museum in der Canal Street, das 1997 eröffnet wurde, dokumentiert die Geschichte von „Boy Scouting, Girl Scouting und Lagerfeuer“.
Im Jahr 1922 verlegte die Radium Dial Company (RDC) ihren Betrieb aus Peru, Illinois in ein früheres Schulhaus in Ottawa. Das Unternehmen beschäftigte hunderte von jungen Frauen, die mit einer Farbe namens „Luna“ Zifferblätter für den Uhrenhersteller Westclox bemalten. Das Unternehmen stellte seine Tätigkeit 1936 ein, nachdem zwei Jahre zuvor der damalige Präsident des Unternehmens dieses verlassen hatte, um nur wenige Straßen weiter ein Konkurrenzunternehmen zu gründen.

## Demographie
Zum Zeitpunkt des United States Census 2000 bewohnten Ottawa 18.307 Personen. Die Bevölkerungsdichte betrug 964,3 Personen pro km². Es gab 8030 Wohneinheiten, durchschnittlich 423,0 pro km². Die Bevölkerung in Ottawa bestand zu 95,26 % aus Weißen, 1,37 % Schwarzen oder African American, 0,15 % Native American, 0,83 % Asian, 0,06 % Pacific Islander, 0,93 % gaben an, anderen Rassen anzugehören und 1,39 % nannten zwei oder mehr Rassen. 5,21 % der Bevölkerung erklärten, Hispanos oder Latinos jeglicher Rasse zu sein.
Die Bewohner Ottawas verteilten sich auf 7510 Haushalte, von denen in 31,1 % Kinder unter 18 Jahren lebten. 49,4 % der Haushalte stellten Verheiratete, 11,7 % hatten einen weiblichen Haushaltsvorstand ohne Ehemann und 34,9 % bildeten keine Familien. 30,8 % der Haushalte bestanden aus Einzelpersonen und in 14,2 % aller Haushalte lebte jemand im Alter von 65 Jahren oder mehr alleine. Die durchschnittliche Haushaltsgröße betrug 2,38 und die durchschnittliche Familiengröße 2,98 Personen.
Die Bevölkerung verteilte sich auf 24,9 % Minderjährige, 8,1 % 18–24-Jährige, 28,2 % 25–44-Jährige, 20,8 % 45–64-Jährige und 17,9 % im Alter von 65 Jahren oder mehr. Der Median des Alters betrug 38 Jahre. Auf jeweils 100 Frauen entfielen 91,3 Männer. Bei den über 18-Jährigen entfielen auf 100 Frauen 87,3 Männer.
Das mittlere Haushaltseinkommen in Ottawa betrug 36.513 US-Dollar und das mittlere Familieneinkommen erreichte die Höhe von 44.435 US-Dollar. Das Durchschnittseinkommen der Männer betrug 41.943 US-Dollar, gegenüber 22.041 US-Dollar bei den Frauen. Das Pro-Kopf-Einkommen belief sich auf 19.426 US-Dollar. 11,3 % der Bevölkerung und 9,8 % der Familien hatten ein Einkommen unterhalb der Armutsgrenze, davon waren 16,8 % der Minderjährigen und 7,0 % der Altersgruppe 65 Jahre und mehr betroffen.

## Persönlichkeiten

### Söhne und Töchter der Stadt
- Stephen L. Brusatte (* 1984), Wirbeltier-Paläontologe und Evolutionsbiologe
- George H. Cameron (1861–1944), Generalmajor der United States Army
- Donald Grobe (1929–1986), amerikanischer Tenor
- Russell Lee (1903–1986), Fotograf
- Terrence Malick (* 1943), Regisseur (The Tree of Life 2008 / 2011)
- Johnston McCulley (1883–1958), Schriftsteller
- Bob McGrath (1932–2022), Schauspieler, Sänger und Buchautor
- John Joseph Myers (1941–2020), römisch-katholischer Geistlicher, Erzbischof von Newark